# Етел
Етел (фр. Etel) насеље је и општина у северозападној Француској у региону Бретања, у департману Морбијан која припада префектури Лорјен.
По подацима из 2011. године у општини је живело 2101 становника, а густина насељености је износила 1207,47 становника/km². Општина се простире на површини од 1,74 km². Налази се на средњој надморској висини од 5 метара (максималној 17 m, а минималној 0 m).

## Демографија
| 1962. | 1968. | 1975. | 1982. | 1990. | 1999. | 2011. |
| ----- | ----- | ----- | ----- | ----- | ----- | ----- |
| 3.063 | 3.074 | 2.762 | 2.445 | 2.318 | 2.165 | 2.101 |

График промене броја становника у току последњих година